# Stor sötväppling
Stor sötväppling (Melilotus altissimus) är en växtart i familjen ärtväxter.    